# Coelotes sordidus
Coelotes sordidus là một loài nhện trong họ Amaurobiidae.
Loài này thuộc chi Coelotes. Coelotes sordidus được miêu tả năm 2001 bởi Ovtchinnikov.